# Refugio naval Teniente Ballvé
El refugio naval Teniente Ballvé es un refugio de Argentina en la Antártida ubicado en la costa norte de la isla Ardley (anteriormente considerada como una península), en las aguas de la bahía Guardia Nacional, al suroeste de la isla 25 de Mayo (o Rey Jorge) en las Shetland del Sur. Fue inaugurado el 6 de diciembre de 1953 y pertenece a la Armada Argentina. Se encuentra a menos de 50 metros del refugio Julio Ripamonti de Chile.

## Historia y características
Fue inaugurado con el nombre de refugio naval Península Ardley y habilitado en las campañas 1954-1955 y 1955-1956 como refugio naval Teniente Ballvé. Durante la campaña 1996-1997 fue habilitado como base Ballvé, funcionando como una base antártica temporal que luego fue cerrada, volviendo a utilizarse como refugio.
El refugio es la construcción más antigua del área de la bahía Guardia Nacional (también llamada Fildes o Maxwell) y se construyó al mismo tiempo que se estableció la base Jubany en la península Potter de la isla 25 de Mayo.
El nombre homenajea al capitán de navío Horacio Ballvé, precursor de la actividad de Argentina en la Antártida y director del observatorio meteorológico creado en 1901 en la isla Observatorio del archipiélago de Año Nuevo.
Fue ocupado por personal civil (técnicos y científicos) del Instituto Antártico Argentino durante las campañas antárticas argentinas de 1953-1954, 1954-1955, 1955-1956, 1956-1957, 1957-1958, 1958-1959 y 1960-1961. En esta última campaña, Néstor H. Fourcade fue jefe del grupo y del refugio y se recogieron 28 muestras para el estudio de paleomagnetismo, pertenecientes a rocas ígneas (basalto y andesita). También se llevó a cabo trabajos de taxidermia en varias clases de aves capturadas como skúas, palomas antárticas, pingüinos y petreles de Wilson. Algunos ejemplares fueron utilizados para estudios, otros para exposición e incluso se decidió llevar aves vivas desde el refugio Ballvé a Buenos Aires. Las palomas antárticas y los petreles fallecieron en cautiverio a pocos días de su captura, dos skúas, un petrel gigante y un pingüino albino fueron llevados al zoológico de Buenos Aires. El petrel vivió hasta el 18 de marzo de 1961. El pingüino fue trasladado nuevamente al territorio antártico para estudios fisiológicos, pero falleció el 1 de abril. Su piel se convirtió en objeto de exposición. En esos años el refugio era una cabaña de madera con baño y cocina, con capacidad para 4 a 6 personas. Tenía también una estación de radio y un almacén con provisiones para tres personas durante tres meses.
Desde el refugio se han realizado transmisiones de radioaficionados en los años 2000, 2003 y 2006. Durante su uso como base existió una oficina postal que utilizó un matasellos propio en los años 1995, 1996 y 1997. El diseño mostraba dibujos de Galerina antarctica, una especie de hongos, e incluía el código postal 9411.
El primer jefe de la base fue el guardiamarina Francisco C. Cobos. Los buques del Grupo de Tareas Antártico que participaron en la instalación del refugio en sus diversos nombres y posteriormente de la base fueron el transporte ARA Bahía Aguirre, los remolcadores ARA Chiriguano, ARA Sanavirón, ARA Yámana y el buque tanque ARA Punta Loyola.
El refugio consiste en una cabaña de alojamiento y una cabaña de refugio situada a unos 25 metros, ambas de madera y bien equipadas con alimentos y combustible. Ocho grandes tanques de gas se almacenan junto a la cabaña de refugio. Ambos edificios están en buen estado de conservación, aunque no han sido utilizados durante muchos años. Una de las cabañas tiene dos habitaciones y un baño, y posee suministros para tres hombres durante tres meses. En ocasiones sirvió como refugio durante el mal clima para científicos en las campañas antárticas de 2008/2009, 2009/2010 y 2010/2011. También ha sido utilizado por el personal y visitantes de las bases vecinas para radioafición y para realizar observaciones meteorológicas, oceanográficas y biológicas.
A finales de enero de 2006 la Armada Argentina remodeló la cercana baliza Ardley -ubicada a 400 m al este del refugio- y le dio una nueva capa de pintura a los edificios del refugio.
En 2008 se reportaba una población de cuatro personas durante el verano.